# Pic de lumière éternelle

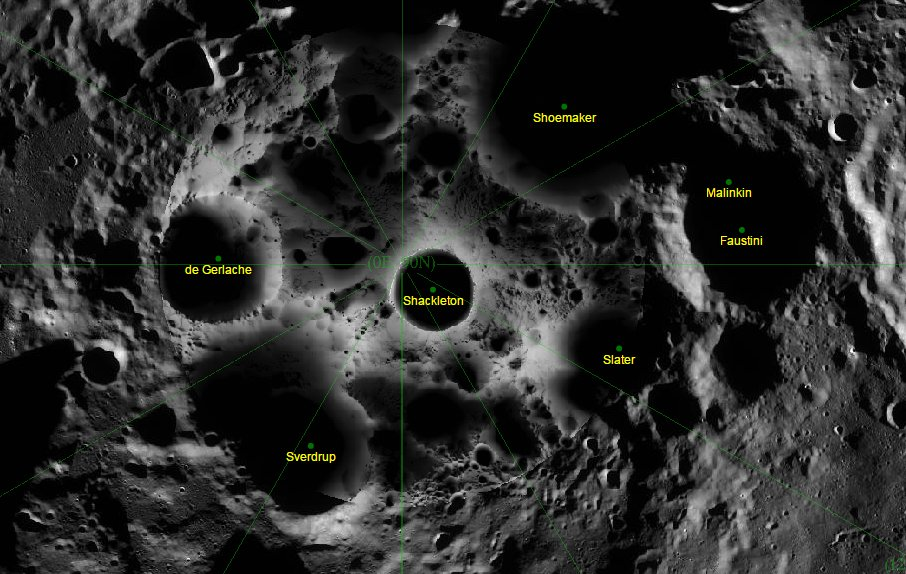
Conditions d'éclairage au pôle sud de la lune. En lumière blanche et permanente ; en noir, ombre permanente.

Un pic de lumière éternelle est un point d'un objet du Système solaire qui est constamment plongé dans la lumière du Soleil. Cet effet n'est possible qu'à une latitude élevée, une grande altitude et sur un corps ayant une très faible inclinaison axiale.

## Historique
L'existence de pics de lumière éternelle est postulée dès le XIXe siècle. En 1837, Guillaume Beer et Johann Heinrich von Mädler la mentionnent dans Der Mond nach seinen kosmischen und individuellen Verhältissen oder allgemeine vergleichende Selenographie. Selon cet ouvrage, en parlant des montagnes polaires lunaires, «...Beaucoup de ces pics connaissent (à l'exception d'éclipses provoquées par la Terre) la lumière solaire éternelle ». Ces pics polaires sont mentionnés par la suite par Camille Flammarion dans son Astronomie populaire en 1879, où il spécule qu'il existe des « pics de lumière éternelle » aux pôles de la Lune.

## Existence

### Lune
En 2004, sur la base d'images provenant de la sonde Clementine, une équipe de l'Université Johns-Hopkins a déterminé que quatre endroits le long du bord du cratère Peary sont potentiellement des pics de lumière éternelle. Peary est situé près du pôle Nord de la Lune, mais les images de Clementine — prises pendant l'été lunaire — ne permettent pas de confirmer si ces zones restent éclairées pendant leur hiver lunaire.
Le pôle Sud lunaire est situé dans une profonde dépression, conduisant à des écarts d'altitude de 16 km sur la région. Une analyse topographique et visuelle du pôle a révélé un petit nombre de crêtes illuminées à 15 km du pôle, chacune ressemblant à une île de quelques centaines de mètres de côté dans un océan de ténèbres ; il n'est pas déterminé s'ils restent illuminés en permanence pendant l'hiver lunaire. Le bord du cratère Malapert, à 122 km du pôle Sud sur la face tournée vers la Terre, pourrait également recevoir un ensoleillement très élevé, mais les données manquent pour en être certain.
Entre 2005 et 2006, la sonde européenne SMART-1 procède à une observation systématique des pôles lunaires afin d'identifier plus précisément des lieux pouvant recevoir la lumière du Soleil sans arrêt. La sonde surveille l'éclairage aux pôles et ses variations saisonnières pour vérifier s'ils restent illuminés pendant leur hiver lunaire.
Actuellement (début 2009), aucun pic de lumière éternelle n'est connu sur la Lune. en outre, de tels pics ne seraient pas « éternellement » éclairés, puisque la lumière du Soleil est bloquée occasionnellement pendant les éclipses de Lune.

### Mercure
L'existence de pics de lumière éternelle a également été théorisée sur Mercure, planète ayant une plus faible obliquité que la Lune. En l'absence d'une cartographie suffisamment détaillée, il n'est pas possible de se prononcer dans un sens ou un autre.
De tels pics ne connaîtraient même pas d'éclipses sporadiques, Mercure ne possédant aucun satellite.